# Quijorna
Quijorna és un municipi de la Comunitat de Madrid. Limita amb Brunete i Villanueva de la Cañada a l'est, Navalagamella a l'oest, Valdemorillo al nord i Villanueva de Perales al Sud.

## Història
En aquesta localitat va tenir lloc l'enfrontament de la batalla de Brunete, desenvolupada des del 6 fins al 25 de juliol de 1937 durant la Guerra Civil espanyola. Aquesta ofensiva llançada per l'exèrcit de la República tenia com a objectiu disminuir la pressió exercida per les forces revoltades sobre Madrid i al mateix temps alleujar la situació en el front Nord.